# 松村拓海
松村 拓海（まつむら たくみ、1994年12月16日 - ）は、日本のラグビー選手。

## プロフィール
- 東京都出身[1]。
- ポジションはフランカー(FL)。
- 身長 183cm、体重 90kg
- U17日本代表[2]やU20日本代表[3]に選ばれたことがある。

## 略歴
2013年、國學院久我山高校卒業後、法政大学に入学する。なお國學院久我山高校時代、高校日本代表候補に選ばれたことがある
2016年、法政大学ラグビー部の副将に就任した。
2017年、法政大学卒業後、NECグリーンロケッツ(現・NECグリーンロケッツ東葛)に加入。
2020年1月26日にジャパンラグビートップリーグ第3節キヤノンイーグルス戦に途中出場で公式戦初出場を果たす。
2021年、NECグリーンロケッツを退団した。